# Internationale Friedensfahrt 1960

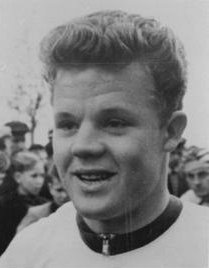
Gesamtsieger: Erich Hagen (DDR)

Die 13. Internationale Friedensfahrt (Course de la paix) war ein Radrennen, das vom 2. bis 16. Mai 1960 ausgetragen wurde.
Die Rundfahrt bestand aus 13 Einzeletappen und führte auf einer Gesamtlänge von 2290 Kilometern von Prag über Warschau nach Ost-Berlin. Berlin war zum ersten Mal Zielort. Die Einzelwertung gewann Erich Hagen aus der DDR, die Mannschaftswertung gewann ebenfalls die DDR. Der beste Bergfahrer war Gainan Saidchushin (Sowjetunion). In Prag starteten 120 Fahrer, von denen 85 das Ziel in Ost-Berlin erreichten.

## Teilnehmer
Für die 13. Friedensfahrt hatten 20 Länder gemeldet, nach 1956 hatte Norwegen wieder eine Mannschaft entsandt, und nach 1958 war auch Österreich wieder dabei.
| - Belgien - Bulgarien - Dänemark - DDR - Finnland - Frankreich - Großbritannien - Niederlande - Luxemburg - Jugoslawien | - Monaco - Norwegen - Österreich - Polen - Rumänien - Schweden - Schweiz - Sowjetunion - Tschechoslowakei - Ungarn |

Vom Deutschen Radsport-Verband der DDR waren folgende sechs Aktive nominiert worden:
| - Egon Adler - Bernhard Eckstein - Erich Hagen | - Johannes Schober - Gustav-Adolf Schur - Manfred Weißleder |

Weißleder war für den erkrankten Günter Lörke in die Mannschaft gekommen. Alle Fahrer der Niederlande waren Unabhängige.

## Rennverlauf
Das Rennen stand ganz im Zeichen der DDR-Mannschaft. Die DDR-Fahrer gewannen zehn der dreizehn Etappen, wobei Ersatzmann Weißleder allein viermal bei der Tageswertung vorn landete. Vorjahressieger Schur, diesmal nur 16. im Endklassement, und Erich Hagen waren zweimal Etappensieger. Es gab nur DDR-Fahrer im gelben Trikot und das blaue Trikot der Mannschaftswertung trugen die DDR-Aktiven von der ersten bis zur letzten Etappe. Der Kampf um den Einzelsieg blieb trotzdem bis zum Ende spannend. Vor der 13. und letzten Etappe hatte Spitzenreiter Adler nur einen Vorsprung von 38 Sekunden auf seinen Mannschaftskameraden Hagen und eine Minute vor dem Belgier Jean Bapstiste Claes. Durch einen Sturz verlor Adler über acht Minuten, doch bei der Massenankunft in Berlin spurtet Hagen als erster über den Zielstrich und rettete damit den Einzelsieg für die DDR.
| Etappe     | Start – Ziel               | Etappensieger                    | Etappen- länge | Fahrzeit  |
| 01. Etappe | Prag – Brno                | Gustav-Adolf Schur (DDR)         | 220 km         | 5:29:02 h |
| 02. Etappe | Brno – Bratislava          | Albert Covens (Belgien)          | 140 km         | 3:07:22 h |
| 03. Etappe | Bratislava – Gottwaldov    | Gainan Saidchushin (Sowjetunion) | 195 km         | 4:53:58 h |
| 04. Etappe | Vsetín – Kraków            | Manfred Weißleder (DDR)          | 227 km         | 6:41:33 h |
| 05. Etappe | Kraków – Katowice          | Stanisław Gazda (Polen)          | 93 km          | 2:08:45 h |
| 06. Etappe | Katowice – Łódź            | Egon Adler (DDR)                 | 211 km         | 5:14:06 h |
| 07. Etappe | Łódź – Warschau            | Manfred Weißleder (DDR)          | 134 km         | 3:30:37 h |
| 08. Etappe | Kutno – Poznań             | Manfred Weißleder (DDR)          | 177 km         | 3:50:19 h |
| 09. Etappe | Poznań – Frankfurt (Oder)  | Egon Adler (DDR)                 | 184 km         | 4:06:42 h |
| 10. Etappe | Frankfurt (Oder) – Dresden | Manfred Weißleder (DDR)          | 200 km         | 4:52:37 h |
| 11. Etappe | Dresden – Leipzig          | Erich Hagen (DDR)                | 200 km         | 5:13:20 h |
| 12. Etappe | Leipzig – Magdeburg        | Gustav-Adolf Schur (DDR)         | 125 km         | 2:46:29 h |
| 13. Etappe | Magdeburg – Berlin         | Erich Hagen (DDR)                | 184 km         | 4:25:36 h |

## Endresultate
| Einzelwertung | Einzelwertung       | Einzelwertung  | Einzelwertung |
| ------------- | ------------------- | -------------- | ------------- |
|               | Fahrer              | Mannschaft     | Zeit (h)      |
| 01.           | Erich Hagen         | DDR            | 56:35:38      |
| 02.           | Jean-Baptiste Claes | Belgien        | 56:37:00      |
| 03.           | Willy Vandenberghen | Belgien        | 56:38:42      |
| 04.           | Vagn Bangsborg      | Dänemark       | 56:39:32      |
| 05.           | Stanisław Gazda     | Polen          | 56:41:39      |
| 06.           | Gainan Saidchushin  | Sowjetunion    | 56:41:48      |
| 07.           | Egon Adler          | DDR            | 56:43:05      |
| 08.           | Bernhard Eckstein   | DDR            | 56:43:19      |
| 09.           | Anatoli Olisarenko  | Sowjetunion    | 56:43:55      |
| 10.           | Bill Bradley        | Großbritannien | 56:45:22      |
| 11.           | Manfred Weißleder   | DDR            | 56:48:13      |
| …             |                     |                |               |
| 16.           | Gustav-Adolf Schur  | DDR            | 57:00:24      |
| 24.           | Johannes Schober    | DDR            | 57:14:31      |
| …             |                     |                |               |
| 85.           | Teuvo Louhivuori    | Finnland       | 70:41:01      |

| Mannschaftswertung             | Mannschaftswertung | Mannschaftswertung | Mannschaftswertung |
| ------------------------------ | ------------------ | ------------------ | ------------------ |
|                                | Mannschaft         | Zeit (h)           |                    |
| 01.                            | DDR                | 169:51:19          |                    |
| 02.                            | Belgien            | 170:04:42          |                    |
| 03.                            | Sowjetunion        | 170:09:43          |                    |
| 04.                            | Polen              | 170:19:52          |                    |
| 05.                            | Großbritannien     | 170:33:14          |                    |
| 06.                            | Dänemark           | 170:58:52          |                    |
| 07.                            | Tschechoslowakei   | 171:10:19          |                    |
| 08.                            | Ungarn             | 171:16:52          |                    |
| 09.                            | Rumänien           | 171:43:50          |                    |
| 10.                            | Niederlande        | 172:05:31          |                    |
| 11.                            | Frankreich         | 172:30:12          |                    |
| 12.                            | Bulgarien          | 172:45:50          |                    |
| 13.                            | Luxemburg          | 173:27:19          |                    |
| 14.                            | Jugoslawien        | 173:42:05          |                    |
| 15.                            | Norwegen           | 174:46:24          |                    |
| 16.                            | Österreich         | 175:03:34          |                    |
| 17.                            | Schweden           | 175:10:56          |                    |
| 18.                            | Finnland           | 184:55:09          |                    |
| ausgeschieden: Monaco, Schweiz |                    |                    |                    |